# يوسف رمضان (سباح)
يوسف رمضان (مواليد 7 يوليو 2002) هو سباح مصري، شارك في أولمبياد 2020.